# Nowy cmentarz ewangelicki w Pasymiu
Nowy cmentarz ewangelicki w Pasymiu – czynny cmentarz ewangelicki w Pasymiu, założony pod koniec XIX wieku. Mieści się przy ul. Jana Pawła II. Na jego terenie zachowało się kilkadziesiąt nagrobków z pierwszej połowy XX wieku, głównie ludności mazurskiej o czym świadczą liczne polskie nazwiska zmarłych (np. Kostrzewa, Dziersk, Lenski), niekiedy o zgermanizowanej pisowni (np. Olschewski, Lubinetzki). Na cmentarzu wciąż odbywają się pochówki miejscowych ewangelików. W 2007 cmentarz wpisano do rejestru zabytków.